# 溫哥華會議中心

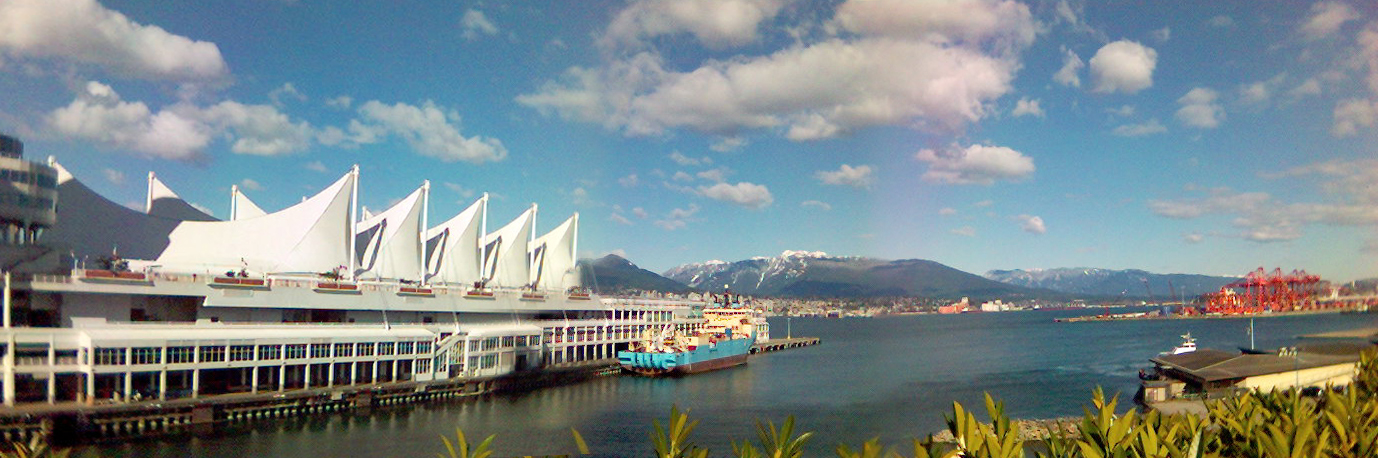
溫哥華會議中心東翼位於加拿大廣場以内

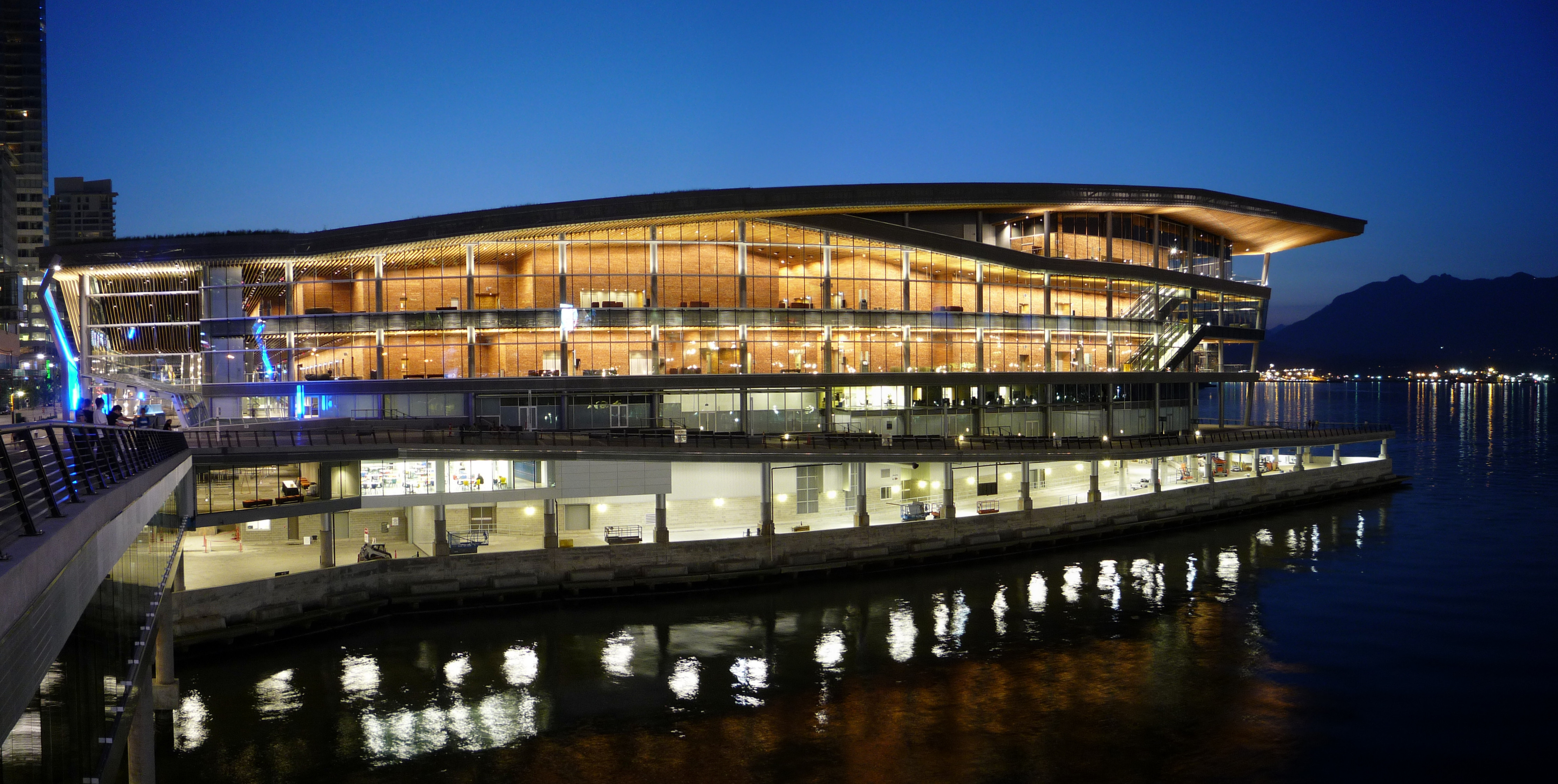
溫哥華會議中心西翼

溫哥華會議中心（英語：Vancouver Convention Centre），前稱溫哥華會議展覽中心（Vancouver Convention & Exhibition Centre），位於加拿大卑詩省溫哥華市中心，是全國最大的會議中心之一。中心分為東西兩翼，合共擁有43,340平方米（466,500平方英尺）的會議展覽空間，並隸屬卑詩省政府轄下的公營機構卑詩展覽場館公司。
會議中心的東翼位於加拿大廣場以内，於1987年7月4日開幕，與郵輪碼頭和泛太平洋酒店共用該建築。東翼共有12,400平方米（133,000平方英尺）的會議展覽空間，當中包括20個會議室。西翼則位於加拿大廣場以西，共有30,980平方米（333,500平方英尺）的會議展覽空間，當中包括52個會議室，於2004年11月8日動工，並於2009年4月3日開幕。西翼大樓的綠化屋頂面積達6英畝，為全國之冠；此外，大樓亦達致美國綠建築協會領先能源與環境設計（LEED）的白金認證，是全球首座獲此認證的會議中心。
2010年冬季奧運會的主新聞中心位於會議中心東翼，而國際廣播中心則位於會議中心西翼。另外，為了紀念已故的溫哥華奧組委主席傑克·普爾，西翼大樓對出的廣場被命名為傑克·普爾廣場，而戶外冬奧聖火台亦設於此處。

## 外部連結
- Vancouver Convention Centre （页面存档备份，存于）

49°17′21″N 123°6′59″W / 49.28917°N 123.11639°W